# Alessandro Montevecchi
Alessandro Montevecchi (Faenza, 5 marzo 1937) è un critico letterario italiano.

## Biografia
È stato discepolo di Francesco Flora e di Luciano Anceschi all'Università di Bologna, dove si è laureato dapprima in Lettere e poi in Filosofia, rispettivamente il 25 ottobre 1960 e il 5 novembre 1965.
È stato docente di Lettere nelle Scuole Medie Superiori e ha svolto attività didattica presso la Facoltà di Magistero (Letteratura italiana) e il D.A.M.S.dell'Università di Bologna.
È uno studioso dell'opera storica di Machiavelli e di Guicciardini e della storiografia cinquecentesca.
Ha inoltre compiuto anche varie ricerche di storia letteraria e culturale dell'Emilia-Romagna dall'Umanesimo ai giorni nostri. Si vedano a proposito Storia della Emilia Romagna, a cura di Aldo Berselli, vol. II University press Bologna, 1977, La cultura del Cinquecento, pp.551–570; La cultura nella città - Storia e letteratura in Romagna nel Novecento, Faenza, Edit, 2006. Ha collaborato e in parte tuttora collabora alle riviste: "Letterature moderne", "Il Verri", "Lingua e stile", "Studi e problemi di critica testuale", "Italianistica".
È Presidente dell'Accademia "Società Torricelliana di Scienze e Lettere" di Faenza; nella sua città ha ricoperto, per il Partito Comunista Italiano, le cariche di consigliere comunale e assessore alla Cultura.

## Principali pubblicazioni
- Niccolò Machiavelli, Istorie fiorentine e altre opere storiche e politiche, Torino, UTET, 1971 (ultima ed. riveduta 2007)
- Francesco Guicciardini, Storie fiorentine, Milano, Rizzoli, 1998
- Niccolò Machiavelli, Opere storiche, curate con C. Varotti e coordinamento di G.M. Anselmi, Ed. Naz., Roma, Salerno, 2010
- Niccolò Machiavelli, Milano, Accademia, 1972
- Storici di Firenze, Bologna, Pàtron, 1989
- Biografia e storia nel Rinascimento italiano, Bologna, Gedit, 2004.
- Le "Istorie Fiorentine": i "grandissimi esempli" nella storia , in Cultura e scrittura in Machiavelli, Atti del Convegno di Firenze-Pisa 1997 (Salerno ed. 1998)
- Passato e presente in alcuni scritti politici minori di Machiavelli, in  Machiavelli senza i Medici Atti del Convegno (Università di Losanna) 2004 (Salerno ed., 2006).
- Letture della "Storia d'Italia" in autori del pieno e del tardo Rinascimento: Bernardino Baldi e Tommaso Tomasi, in La "Storia d'Italia" di Guicciardini e la sua fortuna, a cura di C. Berra e A.M. Cabrini, Milano, Università di Milano - Cisalpino, 2012.
- collaboratore dell'Enciclopedia machiavelliana, Istituto della Enciclopedia italiana, Roma, 2014.
- Gli uomini e i tempi - Studi da Machiavelli a Malvezzi, Bologna, Pàtron, 2016

| Controllo di autorità | VIAF (EN) 22154417 · ISNI (EN) 0000 0001 0877 7824 · SBN CFIV042025 · LCCN (EN) n79063255 · GND (DE) 172277884 · BNF (FR) cb12019529x (data) · J9U (EN, HE) 987007340524805171 |